# مزرعة بيت جن
مزرعة بيت جن هي قرية سورية زراعية صغيرة تقع  جنوب غرب دمشق في محافظة ريف دمشق، حيث تبعد 50 كم عن مركز العاصمة، يحدها من الشرق قرية "مغر المير" ومن جهة الغرب جبل الشيخ وبيت جن، أما من الجنوب فيحدها قرية "حرفا" ومن الشمال تحدها سفوح "جبل الشيخ.
بفضل موقعها على سفوح ووديان «جبل الشيخ»، تتربع القرية على مجموعة من الينابيع والعيون والجداول، التي تتفرع إلى اقنية وسواق تروي أراضيها الزراعية، حيث اشتهرت البلدة بكثرة مصايفها ومنتزهاتها. قبيل الحرب الاهلية كان يعمل معظم أبناء البلدة بالزراعة والأعمال الزراعية، حيث اشتهرت البلدة بزراعة التفاح والمشمش والخضراوات.
تعرضت القرية للقصف خلال الحرب الاهلية السورية، ونزح عدد كبير من سكانها. بلغ عدد سكان القرية (2009) 10 الاف نسمة.